# برشامه (مسرحية)
برشامه مسرحية عرضت على مسرح الدسمه إنتاج مسرح السلام عام 1987م وقد قام بتأليفها: عبد العزيز المسلم وهي للمخرج: عبد الناصر الزاير
المسرحية بطولة عبد العزيز النمش ـ محمد السريع ـ عبد العزيز المسلم ـ استقلال احمد ـ حمد ناصر، وهي أول مسرحية قام بتأليفها وإنتاجها عبد العزيز المسلم وعرضت على مدار عامين .
| سبقه | أعمال مسرح السلام 1987 | تبعه هالو بانكوك |